# Le Démon des armes
Pour plus de détails, voir Fiche technique et Distribution.
Le Démon des armes (Gun Crazy - Deadly is the Female) est un film américain réalisé par Joseph H. Lewis, sorti en 1950.

## Synopsis
Bart Tare a toujours été fasciné par les armes, au point qu'il tente d'en voler une dans la vitrine d'un marchand, à l'âge de 14 ans. Après la maison de correction et l'armée, il revient au pays, avec des idées de vie honnête et sereine... Mais un jour, un cirque visite la ville, et  Bart assiste au numéro de tir d'Annie Laurie Starr, qui possède, comme lui, une suprême adresse dans cet exercice... Il s'engage à ses côtés, c'est bientôt le mariage et la ruine... Les deux tireurs d'élite en viennent à penser au braquage. Bart le vit comme un cauchemar mais pas Annie, toujours avide, moins d'argent que de sensations fortes. Et contrairement à Bart, elle ne récuse pas l'idée de tuer un jour...

## Fiche technique
- Titre : Le Démon des armes
- Titre original : Gun Crazy ou Deadly is the Female
- Réalisation : Joseph H. Lewis
- Scénario : Dalton Trumbo, Millard Kaufman, d'après une histoire de MacKinlay Kantor
- Photographie : Russell Harlan
- Montage : Harry W. Gerstad
- Musique : Victor Young
- Décors : Gordon Wiles
- Costumes de Peggy Cummins : Norma Koch
- Société de production : King Brothers Productions
- Société(s) de distribution : United Artists, Allied Artists Pictures
- Pays de production :  États-Unis
- Langue : Anglais américain
- Format : Noir et blanc — 35 mm — 1,37:1 — Son : Mono (Western Electric Recording)
- Genre : Film dramatique, film noir
- Durée : 86 minutes
- Dates de sortie : 
  - États-Unis : 20 janvier 1950
  - France : 18 août 1950

## Distribution
- Peggy Cummins : Annie Laurie Starr
- John Dall : Bart Tare
- Berry Kroeger : Packett
- Morris Carnovsky : Juge Willoughby
- Anabel Shaw : Ruby Tare
- Harry Lewis : Shérif-adjoint Clyde Boston
- Nedrick Young : Dave Allister
- Trevor Bardette : Shérif Boston
- Russ Tamblyn : Bart Tare à 14 ans
- Anne O'Neal : Augustine Sifert

## À noter

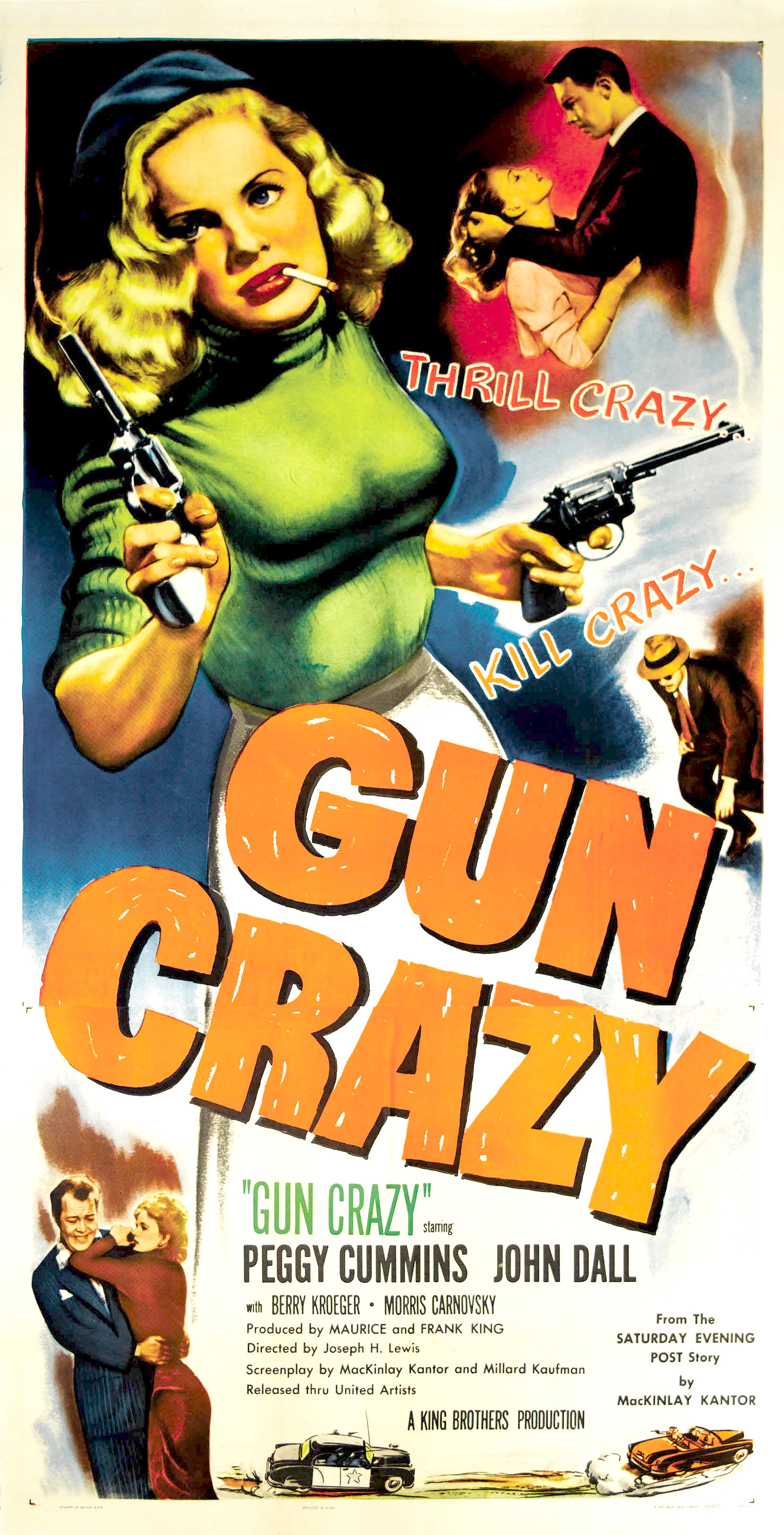
Autre affiche du film.

- Gun Crazy : Le démon des armes est le titre utilisé par l'IMDb et le film est nommé couramment : Gun Crazy.
- Le Démon des armes connut une sortie tardive en France, mais fut très vite reconnu comme un bijou du genre. Ado Kyrou voyait en lui « un film admirable qui seul de tout le cinéma marque nettement le chemin qui mène de l'amour fou à la révolte folle[1] ».
- Dalton Trumbo, qui se trouvait alors sur la liste des Dix d'Hollywood, n'est pas mentionné au générique. C'est Millard Kaufman qui endossa la paternité du scénario.
- Une courte scène montre l'arrestation de suspects durant la cavale du couple. On y voit des voitures de police s'arrêtant devant le commissariat déversant leur lot d'inculpés. Cette scène sera réutilisée dans les films Chasse au gang en 1954 et Association criminelle en 1955.